# Польский мессианизм
Польский мессианизм (Христос Европы, пол. Mesjanizm polski) — направление в польской философии, расцвет которого пришёлся на период между восстаниями в XIX веке. Для него характерно построение спекулятивных метафизических систем с одной стороны и стремление к реформированию мира с другой. А также общее мнение, что поляки как народ обладают выдающимися способностями, которые особым образом отличают их от прочих народов мира.

## История
В XVII—XVIII веках среди евреев появлялись секты, опирающиеся на харизму предводителя, признаваемого единоверцами мессией. Быть может это направление в философии появилось именно из-за тесного контакта с евреями, другой причиной его возникновения может быть просто глубокая религиозность. Уже в период барокко начали появляться философии сарматизма — первые зачатки мессианизма. Польский народ, происходящий якобы от древнего народа сарматов, должен был играть особую роль в истории мира. Речь Посполита обоих народов должна была быть «оплотом христианства, убежищем свободы и житницей Европы». Идею эту наилучшим образом выразил Веспасиан Коховский в гражданских псалмах Псалмодии польской (Псалмы V, VII, IX, XV, XXVI, XXXVI).
Романтический мессианизм родился из иудеохристианской традиции. В Польше идея мессианизма была особо популярна, Польша понималась как Иисус, призванный спасти и объединить грешников, то есть остальные народы Европы.
У Юзэфа Гёнэ-Вроньского, введшем в польскую философию понятие мессианизм, роль мессии, который должен был ввести человечество в эпоху счастья, отводилась философии. У главного популяризатора мессианизма среди широкой общественности поэта Адама Мицкевича им была уже Польша.

## Важнейшие черты философии мессианизма
- вера в личного бога
- вера в вечное существование души
- подчеркивание преимущества сил духовных над физическими
- видение философии и/или народа как инструмента преобразования жизни и спасения человечества
- акцент на выдающееся метафизическое значение категории народа
- утверждение, что человек может реализоваться в полной мере только внутри народа как общности душ
- историзм выражающийся в утверждении, что народы обеспечивают развитие человечества.

## Известные мессианисты
- Мицкевич, Адам
- Чешковский, Август
- Дзеконьский, Юзеф Богдан
- Голуховский, Юзеф
- Крэмэр, Юзэф
- Круликовский, Людвик
- Либельт, Кароль
- Лютославский, Винценты
- Товяньский, Анджей
- Трэнтовский, Бронислав Фэрдынанд
- Воронич, Ян Павел